# Masaya Sato
Masaya Sato (佐藤 将也 Sato Masaya?), född 10 februari 1990 i Shizuoka prefektur, är en japansk fotbollsspelare.
Sato började sin karriär 2008 i Nagoya Grampus. Efter Nagoya Grampus spelade han för Thespa Kusatsu, FC Ryukyu och Fujieda MYFC. Han avslutade karriären 2015.